# Mangosta aquàtica
La mangosta aquàtica (Atilax paludinosus) és un carnívor de la família de les mangostes (Herpestidae). Viu a Àfrica, principalment en aiguamolls. Fa aproximadament 46-62 cm de llarg; té una cua de 32-53 cm i pesa entre 2,5 i 4,1 kg. És de color marró fosc.